# Бен Аммар, Соня
Соня Бен Аммар (род. 19 февраля 1999), также указывается как Соня Аммар, тунисско-французская модель, певица и актриса, которая подписала контракт с IMG Models. Она появлялась на обложках нескольких журналов, в том числе Vanity Fair и L’Officiel.
Бен Аммар выпустила свой дебютный мини-альбом Sonia (2019) и получила положительные отзывы критиков. Она сыграла роль Лив Маккензи в слэшере «Крик» (2022), который имел успех у критиков и публики.

## Ранние годы
Соня Бен Аммар родилась в Париже 19 февраля 1999 года. Она дочь кинопродюсера Тарака Бен Аммара и актрисы Беаты (в девичестве Сончук). Её мать имеет польское происхождение, в то время как отец, родившийся в Тунисе, имеет берберское происхождение по отцовской линии и корсиканское по материнской. Он был воспитан мусульманином; его мать перешла в ислам из католицизма. Двоюродная бабушка Сони по отцовской линии (сестра деда по отцовской линии) Вассила Бен Аммар была женой первого президента Туниса Хабиба Бургибы.
Соня окончила Американскую школу в Париже и осенью 2017 года поступила в Университет Южной Калифорнии.

## Карьера
В 2012 году Бен Аммар дебютировала в кино, сыграв роль в мюзикле «1789: Любовники Бастилии». В 2013 году она появилась в фильме Жапплу.
В 2016 году она подписала контракт с IMG Models и с тех пор является моделью Dolce & Gabbana, Miu Miu, Carolina Herrera, Topshop, Nina Ricci и Chanel. Она также появлялась в таких журналах, как Vanity Fair, Harper’s Bazaar Arabia, Love и L’Officiel.
Бен Аммар дебютировала в качестве приглашённого исполнителя в песне Petit Biscuit «Creation Come Alive» в 2017 году. Два года спустя Бен Аммар выпустила свой дебютный сингл «Joyride», который послужил заглавной песней в её дебютном мини-альбоме "Sonia ", выпущенном в ноябре 2019 года и получившем положительные отзывы критиков. Журнал Paper написал, что она «хорошо вписалась в дарк-поп сцену», и сравнил её с такими певицами, как Холзи и Бэнкс.
В сентябре 2020 года было объявлено, что Бен Аммар сыграет Лив Маккензи в пятом художественном фильме франшизы «Крик» (2022), режиссёрами которого выступили Мэтт Беттинелли-Олпин и Тайлер Джиллетт. Чтобы подготовиться к роли, как она рассказала Vogue Arabia, Соня «пересматривала каждое интервью и действительно вжилась в мою роль. Забавно, я столько раз перечитывала сценарий и знала остальные сцены наизусть. Это было постоянной темой шуток на съёмочной площадке». Фильм был выпущен 14 января 2022 года и имел успех у критиков и зрителей.

## Фильмография

### Фильм
| Год  | Заголовок            | Роль                     | Примечания |
| ---- | -------------------- | ------------------------ | ---------- |
| 2013 | Жапплу               | Рафаэль Далио (в юности) |            |
| 2022 | Крик                 | Оливия «Лив» МакКензи    | [ 24 ]     |
| 2023 | Великий уравнитель 3 | Кьяра Бонуччи            | [ 25 ]     |

### Театр
| Год           | Производство            | Роль                | Расположение  |
| ------------- | ----------------------- | ------------------- | ------------- |
| 2012-2013 гг. | 1789: Любители Бастилии | Ансамбль / Шарлотта | Дворец спорта |

## Дискография

### Мини-альбомы
| Заголовок | Подробности                                                                                                   |
| --------- | --- |
| Sonia     | - Релиз: 8 ноября 2019 г. - Лейбл: Самостоятельно выпущенный - Форматы: цифровая загрузка, потоковая передача |

### Синглы
| Заголовок      | Год  | Альбом |
| -------------- | ---- | ------ |
| «Joyride»      | 2019 | Sonia  |
| «Games»        | 2019 | Sonia  |
| «I Don’t Know» | 2019 | Sonia  |

#### Приглашённый исполнитель
| Заголовок                                             | Год  | Альбом      |
| ----------------------------------------------------- | ---- | ----------- |
| «By My Side» (Black Atlass featuring Sonia Ben Ammar) | 2020 | Dream Awake |

### Другие появления
| Заголовок                                                       | Год  | Альбом   |
| --------------------------------------------------------------- | ---- | -------- |
| «Creation Come Alive» (Petit Biscuit featuring Sonia Ben Ammar) | 2017 | Presence |